# UT-01
El UT-01, es un EMU de tren derivada de la serie 447 de Renfe en México para su uso y explotación comercial en el Ferrocarril Suburbano de la Zona Metropolitana del Valle de México.
Son un grupo de unidades eléctricas ideadas para ofrecer servicios suburbanos eficaces.

## Características
El parque vehicular está formado por trenes denominados EMU Cuautitlán-Buenavista, con ancho de vía de 1,435 m. Los trenes poseen un pantógrafo en la parte superior para recibir la tensión de 25 kV CA suministrada por medio de una catenaria.
Existen tres tipos de carros en el ferrocarril suburbano: carro motriz con cabina de conducción (M), carro motriz sin cabina (N) y carro remolque (R). Pueden conectarse para generar trenes de 3 y 4 carros, MRM y MRNM, respectivamente. A su vez, los trenes pueden conectarse entre sí hasta un máximo de tres unidades, ya sean MRM o MRNM, con cualquier tipo de combinación. Asimismo las formaciones cuentan con sistemas ERMTS/ASFA junto a sistemas de control ATO/ATP desarrollados por Thales.
En cuestión de interiores, los salones de pasajeros son sencillos con asientos de tipo metro con combinación de colores rojo y beige claro, pudiendo encontrar bancas corridas en ciertas partes así como "Salitas" de 2 sillas por lado, ventanas herméticas que no se pueden abrir, así como tubos centrales en los pasillos que dan a las puertas de acceso y salida de los coches, para su apertura y cierre se tienen 2 modalidades:
- La primera es tipo metro (apertura y cierre controlados desde la cabina de conducción por parte del maquinista)
- La segunda con modalidad "On Demand" (Es decir el pasajero que quiera entrar al carro tendrá que presionar el botón de apertura al exterior y de cierre al interior y viceversa)

Se cuenta con videovigilancia y sensores de temperatura que detectan el calor, además de que cuentan también con sistema de videovigilancia integral a base de cámaras con DVR incorporado. Además de sistemas multimedia con música instrumental y/o videos informativos y de entretenimiento.
En el caso de la cabina de conducción, el maquinista de la formación, tiene también una cabina ergonómica con un pupitre de mando con los controles fácilmente accesibles para evitar la fatiga del operador, así como asiento acojinado grammer con suspensión neumática para mayor comodidad.